# Alchemilla wischniewskii
Alchemilla wischniewskii es una especie de planta del género Alchemilla, perteneciente a la familia Rosaceae.

## Taxonomía
Alchemilla wischniewskii fue descrita por Rothm. en 1938.

## Distribución
Se encuentra en el territorio del Cáucaso septentrional.